# Fast Man Raider Man
Fast Man Raider Man è un album in studio doppio del musicista rock statunitense Frank Black, pubblicato nel 2006. 
Hanno collaborato al disco tra gli altri Bob Babbitt, Steve Cropper, Levon Helm, Al Kooper e Ian McLagan.

## Tracce
Disco 1
1. If Your Poison Gets You - 2:56
2. Johnny Barleycorn - 4:50
3. Fast Man - 4:12
4. You Can't Crucify Yourself - 3:23
5. Dirty Old Town - 3:03
6. Wanderlust - 3:27
7. Seven Days - 4:11
8. Raider Man - 3:04
9. The End of the Summer - 3:53
10. Dog Sleep - 3:48
11. When the Paint Grows Darker Still - 3:34
12. I'm Not Dead (I'm in Pittsburgh) - 3:41
13. Golden Shore - 3:17

Disco 2
1. In the Time of My Ruin - 4:21
2. Down to You - 2:18
3. Highway to Lowdown - 2:35
4. Kiss My Ring - 2:29
5. My Terrible Ways - 3:36
6. Fitzgerald - 3:12
7. Elijah - 3:16
8. It's Just Not Your Moment - 5:32
9. The Real El Rey - 3:21
10. Where the Wind Is Going - 3:33
11. Holland Town - 2:32
12. Sad Old World - 4:57
13. Don't Cry That Way - 2:25
14. Fare Thee Well - 3:18